# A Question of Balance
A Question of Balance är ett musikalbum av The Moody Blues. Albumet spelades in i London från januari till juni 1970 och släpptes på gruppens skivbolag Threshold Records (kontrollerat av Decca) i augusti samma år. Gruppen var känd för att i sin musik lägga in komplicerade storslagna studioarrangemang med mellotron och stråkinstrument. Men inför detta album valde man ett mer avskalat rocksound, så att man inte skulle få problem med att framföra låtarna på scen. Den inledande låten "Question" var färgad av protest mot Vietnam-kriget och blev en hitsingel i Storbritannien. Albumets LP-omslag var utfällbart och omslagsbilden målad av Phil Travers. Det ingick även en liten vikt poster med texten till låtarna på albumet.

## Låtlista
1. "Question" - 5:40
2. "How Is It (We Are Here)" - 2:48
3. "And the Tide Rushes In" - 2:57
4. "Don't You Feel Small" - 2:40
5. "Tortoise and the Hare" - 3:23
6. "It's Up to You" - 3:11
7. "Minstrel's Song" - 4:27
8. "Dawning is the Day" - 4:22
9. "Melancholy Man" - 5:49
10. "The Balance" - 3:33

## Listplaceringar
| Lista (1970)   | Position            |
| -------------- | ------------------- |
| Australien     | 6 (Go Set)          |
| Danmark        | 7                   |
| Finland        | 9                   |
| Kanada         | 3 (RPM)             |
| Nederländerna  | 8                   |
| Norge          | 5 (VG-lista)        |
| Storbritannien | 1 (UK Albums Chart) |
| Sverige        | 10 (Kvällstoppen)   |
| USA            | 3 (Billboard 200)   |